# Paul Uhlenhuth
Paul Theodor Uhlenhuth (Hannover, 7 de gener de 1870 - Friburg de Brisgòvia, 13 de desembre de 1957) fou un bacteriòleg, immunòleg i higienista alemany, professor a la Universitat d'Estrasburg (1911), la Universitat de Marburg (1918-1923) i la Universitat de Friburg de Brisgòvia (1923-1936), de la qual va ser rector de 1926 fins al 1929. Després de retirar-se va fundar i dirigir el seu propi institut de recerca a Friburg, el Staatliches Forschungslaboratorium, que després de la seva defunció, va passar a anomenar-se Laboratori de Recerca Uhlenhuth de la Universitat de Friburg.
Va ser una figura molt rellevant per a la ciència forense per desenvolupar la prova de l'anticòs precipitina per a les espècies, coneguda com la prova d'Uhlenhuth, la qual va permetre distingir la sang humana de l'animal el 1901. Aquest descobriment va tenir molta importància en la justícia criminalista del segle xx. El 1915 va descobrir el patogen de la leptospirosi. També va inventar el tractament de la sífilis amb arsènic, el tractament amb antimoni de moltes malalties tropicals, i va ser un promotor influent en la investigació sobre el càncer. Va rebre nombrosos honors i va ser membre de l'Akademie der Wissenschaften i de la Reial Acadèmia de les Ciències de Suècia. Va ser nominat al Premi Nobel de Medicina 40 vegades entre 1910 i 1952. En el moment de la seva mort, era un dels investigadors metges més famosos a Alemanya, i un dels rars exemples d'algú que va ser igualment lloat a l'oest i l'est durant la Guerra Freda.

## Carrera i investigació
Va començar la seva carrera centrat en l'important descobriment d'Emil von Behring que els animals inoculats amb la toxina diftèrica formaven substàncies defensives en el seu sèrum sanguini. Aquestes substàncies defensives es van denominar precipitines. Altres científics, principalment Jules Bordet, van tractar d'idear sèrums contra altres agents infecciosos; varen descobrir que les precipitines eren específiques de l'antagonista injectat. El 1900, sobre el treball de Bordet, Uhlenhuth va injectar sang de gallina en conills, i després va barrejar el sèrum del conill amb clara d'ou. Les proteïnes de l'ou es van separar (precipitar) de la mescla. Va poder concloure que la sang de diferents espècies d'animals contenia proteïnes úniques. Aquests descobriments es van estendre a la capacitat de diferenciar la sang humana de la sang dels animals. El seu company científic, Otto Beumer, professor de medicina forense en la Universitat de Greifswald i forense de Greifswald, es va assabentar del seu treball i es va unir a ell en el perfeccionament de la detecció de sang humana en taques de sang seques que tenien mesos o anys.
La seva nova tècnica es va utilitzar per primera vegada en el cas de dos nens que van aparèixer assassinats i desmembrats a la ciutat de Göhren a l'illa bàltica de Rügen. El sospitós en el cas, Ludwig Tessnow va afirmar que les taques a la seva roba eren de la sang d'algun animal o del seu treball com a fuster. Gràcies a la nova prova desenvolupada per Uhlenhuth es va poder provar el contrari. Tessnow va ser executat pel seu crim el 1904. Uhlenhuth va ser nominat 40 vegades per al Premi Nobel de Medicina entre 1910 i 1952, i especialment pel premi Nobel Karl Landsteiner.
El 1915 Uhlenhoth va ser codescobridor del cep RGA de la Leptospira interrogans, una especie causant de la malaltia de Weil, una afecció molt greu de leptospirosi caracteritzada per provocar epistaxi, icterícia, calfreds, febre, dolor muscular i hepatomegàlia, i una de les moltes malalties que varen patir els soldats involucrats en la Primera Guerra Mundial.
El 1942 va ser guardonat amb el premi Emil von Behring, atorgat cada dos anys per la Universitat de Marburg, pels excel·lents èxits en el camp de la immunologia, teràpia sèrica i quimioteràpia. Uhlenhuth va publicar diversos articles en revistes revisades per parells i va ser un investigador actiu en diverses àrees de la bacteriologia i la immunologia, inclosa la investigació sobre el tractament amb quimioteràpia i la sífilis. Paul Ehrlich, guanyador del Premi Nobel de Medicina el 1908, va ser un dels seus associats.
Després de retirar-se de la seva càtedra a la Universitat de Friburg el 1936, va dirigir el seu propi institut de recerca, originalment conegut com a Staatliches Forschungslaboratorium. L'institut va ser establert amb el suport financer del Notgemeinschaft der Deutschen Wissenschaft i va ser dirigit per Uhlenhuth fins a la seva mort el 1957 a l'edat de 88 anys. A principis de 1950, l'institut es va convertir en part de la Facultat de Medicina de la Universitat de Friburg.

## Obra
D'entre les seves publicacions, es poden esmentar:
- Das biologische Verfahren zur Erkennung und Unterscheidung von Menschen- und Tierblut. Sowie anderer Eiweißsubstanzen und seine Anwendung in der forensischen Praxis. Ausgewählte Sammlung von Arbeiten und Gutachten. Fischer, Jena 1905.
- Entwicklung und Ergebnisse der Chemotherapie (= Sitzungsberichte der Heidelberger Akademie der Wissenschaften, Mathematisch-Naturwissenschaftliche Klasse. Jg. 1948, Abh. 3, ISSN 0371-0165). Springer, Heidelberg 1948.

## Honors
- Títol honorífic Geheimrat, 1906
- Membre de l'Akademie der Wissenschaften (Acadèmia alemanya de ciències naturals Leopoldina), 1932[13]
- Membre de la Reial Acadèmia de les Ciències de Suècia, 1936
- Premi Emil von Behring, 1942
- * Membre de l'Acadèmia de les Ciències de Heidelberg, 1942[14]
- Ciutadà d'honor de Friburg, 1950
- Premi Nacional de la República Democràtica Alemanya per la seva influent investigació en els camps de la bacteriologia i la higiene, 1953
- Orde del Mèrit de la República Federal d'Alemanya, 1955
- Doctor honorífic en medicina per la Universitat de Gant
- Doctor honorífic en medicina veterinària pel Tierärztlichen Hochschule Hannover (Col·legi de veterinaris de Hannover)
- Doctor honorífic en medicina per la Universitat de Greifswald, 1955
- President d'honor de la Deutsche Gesellschaft für Hygiene und Mikrobiologie, 1955
- Membre honorari de la Societat microbiològica de Berlín, 1955